# Misakalala
Misakalala è un ward dello Zambia, parte della Provincia di Luapula e del Distretto di Mansa.